# 1980 (numero)
Millenovecentottanta (1980) è il numero naturale dopo il 1979 e prima del 1981.

## Proprietà matematiche
- È un numero pari.
- È un numero composto da 36 divisori: 1, 2, 3, 4, 5, 6, 9, 10, 11, 12, 15, 18, 20, 22, 30, 33, 36, 44, 45, 55, 60, 66, 90, 99, 110, 132, 165, 180, 198, 220, 330, 396, 495, 660, 990, 1980. Poiché la somma dei suoi divisori (escluso il numero stesso) è 4572 > 1980, è un numero abbondante.
- È un numero rifattorizzabile in quanto divisibile per il numero dei propri divisori.
- È un numero di Harshad nel sistema numerico decimale, cioè è divisibile per la somma delle sue cifre.
- È un numero congruente.
- È un numero pratico.
- È un numero oblungo, ovvero della forma n(n+1).
- È un numero malvagio.
- È un numero semiperfetto in quanto pari alla somma di alcuni (o tutti) i suoi divisori.
- È un numero intero privo di quadrati.
- È parte delle terne pitagoriche (189, 1980, 1989), (209, 1980, 1991), (363, 1980, 2013), (400, 1980, 2020), (624, 1980, 2076), (777, 1980, 2127), (825, 1980, 2145), (1015, 1980, 2225), (1056, 1980, 2244), (1188, 1584, 1980), (1232, 1980, 2332), (1275, 1980, 2355), (1485, 1980, 2475), (1541, 1980, 2509), (1728, 1980, 2628), (1980, 2015, 2815), (1980, 2079, 2871), (1980, 2337, 3063), (1980, 2640, 3300), (1980, 2701, 3349), (1980, 2967, 3567), (1980, 3003, 3597), (1980, 3289, 3839), (1980, 3360, 3900), (1980, 3808, 4292), (1980, 4131, 4581), (1980, 4235, 4675), (1980, 4752, 5148), (1980, 5265, 5625), (1980, 5775, 6105), (1980, 5888, 6212), (1980, 6384, 6684), (1980, 7125, 7395), (1980, 7293, 7557), (1980, 7979, 8221), (1980, 8800, 9020), (1980, 8967, 9183), (1980, 9701, 9901), (1980, 9801, 9999), (1980, 10800, 10980), (1980, 12019, 12181), (1980, 12993, 13143), (1980, 14784, 14916), (1980, 16275, 16395), (1980, 17765, 17875), (1980, 18096, 18204), (1980, 19552, 19652), (1980, 21735, 21825), (1980, 22231, 22319), (1980, 27189, 27261), (1980, 29667, 29733), (1980, 32640, 32700), (1980, 36273, 36327), (1980, 39179, 39229), (1980, 44528, 44572), (1980, 48985, 49025), (1980, 54432, 54468), (1980, 65325, 65355), (1980, 81663, 81687), (1980, 89089, 89111), (1980, 98000, 98020), (1980, 108891, 108909), (1980, 163344, 163356), (1980, 196015, 196025), (1980, 245021, 245029), (1980, 326697, 326703), (1980, 490048, 490052), (1980, 980099, 980101).

## Astronomia
- 1980 Tezcatlipoca è un asteroide near-Earth.
- NGC 1980 è un ammasso aperto della costellazione di Orione.

## Astronautica
- Cosmos 1980 è un satellite artificiale russo.

## Musica
- 1980 Tour è stato il tour musicale di debutto del gruppo inglese dei Depeche Mode.
- 1980 (Gil Scott-Heron) è un album dell'artista statunitense Gil Scott-Heron e del tastierista Brian Jackson.